# Cumainocloidus cordillerae
Cumainocloidus cordillerae är en insektsart som beskrevs av Bruner, L. 1913. Cumainocloidus cordillerae ingår i släktet Cumainocloidus och familjen Ommexechidae. Inga underarter finns listade i Catalogue of Life.